# Глен Кочрейн
Глен Кочрейн (англ. Glen Cochrane; 29 січня 1958, Камлупс, Британська Колумбія, Канада — 13 січня 2024, Келоуна) — канадський хокеїст, що грав на позиції захисника.

## Ігрова кар'єра
Професійну хокейну кар'єру розпочав 1978 року.
1978 року був обраний на драфті НХЛ під 50-м загальним номером командою «Філадельфія Флаєрс».
Протягом професійної клубної ігрової кар'єри, що тривала 12 років, захищав кольори команд «Філадельфія Флаєрс», «Ванкувер Канакс», «Чикаго Блекгокс» та «Едмонтон Ойлерс».

## Інше
З 2001 по 2007 роки скаут клубу НХЛ «Колорадо Аваланч», а з 2007 і до 2023 «Анагайм Дакс». Влітку 2023 року в Глена діагностували рак, 13 січня 2024 року у віці 65 років Кочрейн помер від хвороби.

## Статистика НХЛ
| Регулярний сезон | Регулярний сезон | Регулярний сезон | Регулярний сезон | Регулярний сезон | Регулярний сезон | Плей-оф | Плей-оф | Плей-оф | Плей-оф | Плей-оф | Плей-оф |
| І                | Г                | П                | О                | +/-              | ШХ               | І       | Г       | П       | О       | ШХ      |         |
| ---------------- | ---------------- | ---------------- | ---------------- | ---------------- | ---------------- | ------- | ------- | ------- | ------- | ------- | ------- |
| 417              | 17               | 72               | 89               | 59               | 1556             | 18      | 1       | 1       | 2       | 31      |         |